# Frente Popular para a Libertação da Líbia
A Frente Popular para a Libertação da Líbia (FPLL) (em árabe: الجبهة الشعبية لتحرير ليبيا, Ŷabha Aš-Šaʿbiyya li-Taḥrīr Lībiyā) é uma milícia e partido político da Líbia criado em 26 de dezembro de 2016, embora ativo desde 2011 como parte da Resistência Verde.
A FPLL segue uma agenda lealista aos ideais de Muammar Gaddafi, afirmando que a Guerra Civil Líbia de 2011 foi o resultado de uma conspiração contra o país. Seu objetivo é "libertar" a Líbia "do controle de organizações terroristas".
Em outubro de 2017, a FPLL foi derrotada pelas Brigadas Revolucionárias de Trípoli, o que levou à prisão de seu líder militar Al-Mabrouk Ehnish. Com o advento da Segunda Guerra Civil Líbia, a FPLL se juntou ao lado da Câmara dos Representantes no conflito.
Em março de 2018, Saif al-Islam Gaddafi anunciou sua intenção de concorrer às eleições líbias pela FPLL. Grande parte da campanha foi organizada através da Tunísia, onde em fevereiro de 2020, a FPLL organizou fóruns de discussão a respeito da crise na Líbia, contando com a presença de vários partidos políticos tunisinos. Ainda no mesmo ano, a FPLL anunciou que rejeitava a legitimidade do Fórum de Diálogo Político Líbio.
Em 2021, Saif al-Islam Gaddafi foi confirmado como candidato para as eleições gerais.